# Wallago attu
Wallago attu е вид лъчеперка от семейство Siluridae. Видът е почти застрашен от изчезване.

## Разпространение и местообитание
Разпространен е в Бангладеш, Виетнам, Индия, Индонезия (Ява), Мианмар, Непал, Пакистан, Тайланд и Шри Ланка.
Обитава сладководни и полусолени басейни и реки.

## Описание
На дължина достигат до 2,4 m.
Популацията на вида е намаляваща.